# Biologija razvića
Biologija razvića je proučavanje procesa kojim životinje i biljke rastu i razvijaju se. Biologija razvića takođe obuhvata biologiju regeneracije, aseksualnu reprodukciju, metamorfozu, i rast i diferencijaciju matičnih ćelija u odraslom organizmu.
U kasnom 20. veku, disciplina se u velikoj meri transformisala u evolucijsku biologiju razvića.

## Perspektive
Glavni procesi tokom embrionskog razvića životinja su: regionalna specifikacija, morfogeneza, ćelijska diferencijacija, rast, i sveukupna kontrola vremena odvijanja procesa koju istražuje evolucijska biologija razvića:
- Regionalna specifikacija odnosi se na procese koji stvaraju prostorni obrazac u kugli ili listu početno sličnih ćelija. To generalno uključuje delovanje citoplazmatskih determinanti koje se nalaze unutar delova oplođenog jajeta i induktivnih signala koji se emituju iz signalnih centara u embrionu. Rane faze regionalne specifikacije ne stvaraju funkcionalno diferencirane ćelije, već ćelijsku populaciju čija je namena da se razvije u određeno područje ili deo organizma. One su definisane izražavanjem specifičnih kombinacija transkripcionih faktora.
- Morfogeneza se odnosi na formiranje trodimenzionalnog oblika. Uglavnom obuhvata orkestrirano kretanje ćelijskih listova i pojedinih ćelija. Morfogeneza je važna za stvaranje tri klicna sloja ranog embriona (ektoderm, mezoderm i endoderm) i za izgradnju složenih struktura tokom razvoja organa.
- Ćelijska diferencijacija se specifično odnosi na formiranje funkcionalnih tipova ćelija kao što su nervne, mišićne, sekretorni epitel itd. Diferencirane ćelije sadrže velike količine specifičnih proteina povezanih sa ćelijskom funkcijom.
- Rast uključuje i sveukupno povećanje veličine, ali i diferencijalni rast delova (alometrija) koji doprinosi morfogenezi. Rast uglavnom nastaje deljenjem ćelija, ali i promenom veličine ćelije i nakupljanjem vanćelijskih materijala.
- Kontrola vremenskog odvijanja događaja i integracija različitih procesa jednih sa drugima je najmanje izučena oblast predmeta. Ostaje nejasno da li životinjski embrioni sadrže glavni mehanizam sata ili ne.

Razviće biljki obuhvata slične procesa onima kod životinja. Međutim, biljne ćelije su uglavnom nepomične, pa se morfogeneza postiže diferencijalnim rastom, bez kretanja ćelija. Takođe, induktivni signali i geni koji su uključeni razlikuju se od onih koji kontrolišu razviće životinja.

## Procesi razvića

### Ćelijska diferencijacija
Ćelijska diferencijacija je proces kojim se tokom razvića pojavljuju različite funkcionalne vrste ćelija. Na primer, neuroni, mišićna vlakna i hepatociti (ćelije jetre) su dobro poznati tipovi diferenciranih ćelija. Diferencirane ćelije obično proizvode velike količine nekoliko proteina koji su potrebni za njihovu specifičnu funkciju i to im daje karakterističan izgled koji omogućava da se prepoznaju pod svetlosnim mikroskopom. Geni koji kodiraju ove proteine su visoko aktivni. Obično je njihova hromatinska struktura vrlo otvorena, što omogućava pristup enzimima za transkripciju, a specifični transkripcioni faktori vežu se za regulatorne sekvence u DNK da bi aktivirali ekspresiju gena. Na primer, NeuroD je ključni transkripcioni faktor za diferencijaciju neurona, miogenin za diferencijaciju mišića i HNF4 za diferencijaciju hepatocita. 
Ćelijska diferencijacija obično je poslednja faza razvića, kojoj prethodi nekoliko stanja koja nisu vidljivo diferencirana. Pojedinačno tkivo, formirano od jednog tipa ćelije progenitorske ćelije ili matične ćelije, često se sastoji od nekoliko diferenciranih ćelijskih tipova. Kontrola njihovog formiranja uključuje postupak lateralne inhibicije, zasnovan na svojstvima signalnog puta Noč. Na primer, u neuronskoj ploči embriona ovaj sistem deluje na stvaranje populacije ćelija neuronskih prekurzora u kojima je NeuroD izrazito izražen.

### Regeneracija
Regeneracija ukazuje na sposobnost regresiranja nedostajućeg dela. Ovo je veoma rasprostranjeno među biljkama, koje pokazuju kontinuirani rast, kao i među kolonijskim životinjama, poput hidroida i ascidijana. Najviše interesovanje kod razvojnih biologa je pobudila regeneracija delova kod slobodno živećih životinja. Konkretno četiri modela su bila predmet mnogih istraga. Dva od njih imaju sposobnost regeneracije celih tela: Hidra, koja može da regeneriše bilo koji deo polipa iz malog ulomka, i planarijanski crvi, koji obično mogu da regenerišu i glavu i repove. Oba ova primera imaju neprekidni ćelijski promet koji se napaja matičnim ćelijama i, barem kod planarija, pokazalo se da su bar neke matične ćelije pluripotentne. Druga dva modela pokazuju samo distalnu regeneraciju dodataka. To su ekstremiteti insekata, obično noge hemimetaboloznih insekata poput zrikavaca, i udovi urodelih vodozemaca. Dostupne su znatne količine informacija o regeneraciji udova vodozemaca i poznato je da se svaka vrsta ćelije sama regeneriše, osim vezivnog tkiva gde postoji značajna međusobna konverzija između hrskavice, dermisa i tetiva. U pogledu obrazaca struktura, ovo se kontroliše ponovnim aktiviranjem signala aktivnih u embrionu. Još uvek se raspravlja o starom pitanju da li je regeneracija „urođeno” ili „adaptivno” svojstvo. Ako je ona prvi slučaj, uz poboljšano znanje, može se očekivati da je moguće da se poboljša sposobnost regeneracije kod ljudi. Ako je ona drugi slučaj, pretpostavlja se da je svaki slučaj regeneracije nastao prirodnim odabirom u okolnostima koje su specifične za vrstu, tako da se ne mogu očekivati opšta pravila.

## Embrionsko razviće životinja
Sperma i jaje se spajaju u procesu oplodnje i formiraju oplođeno jaje, ili zigot. Ovo prolazi kroz period podela kako bi se formirala kugla ili list sličnih ćelija koji se nazivaju blastula ili blastoderma. Ove ćelijske podele su obično brze, bez rasta tako da su ćelije kćerke upola manje veličine od polazne ćelije, a ceo embrion ostaje približno iste veličine. Oni se nazivaju podelama brazdanja.
Primordijalne gonocitne ćelije mišjeg epiblasta (pogledajte sliku: „Inicijalni stupnjevi ljudske embriogeneze”) prolaze kroz opsežno epigenetsko reprogramiranje. Ovaj proces uključuje demetilaciju DNK na čitavom genomu, reorganizaciju hromatina i brisanje epigenetskog otiska što vodi ka totipotenciji. Demetilacija DNK se vrši procesom koji koristi put popravljanja izrezivanja baza DNK.
Morfogenetski pokreti pretvaraju ćelijsku masu u troslojnu strukturu koja se sastoji od višećelijskih listova koji se nazivaju ektoderm, mezoderm i endoderm. Ovi listovi su poznati kao klicni listovi, i nastaju u procesu gastrulacije. Za vreme cepanja i gastrulacije dešavaju se prvi regionalni događaji specifikacije. Pored formiranja tri klicna sloja, često se stvaraju ekstraembrionske strukture, poput posteljice sisara, potrebne za podršku i ishranu embriona, a takođe se utvrđuju i razlike u nameni duž anteroposteriorne ose (glava, telo i rep).
Regionalna specifikacija započinje prisustvom citoplazmatskih determinanti u jednom delu zigota. Ćelije koje sadrže odrednicu postaju signalni centar i emituju indukcioni faktor. Pošto se indukcioni faktor proizvodi na jednom mestu, širi difuzijom i raspada, on formira gradijent koncentracije, visok u blizini izvornih ćelija i niži na većim udaljenostima. Preostale ćelije embriona, koje ne sadrže odrednicu, kompetentne su da reaguju na različite koncentracije povećanim izražavanjem specifičnih gena za kontrolu razvoja. To rezultira uspostavljanjem niza zona, raspoređenih na progresivno većoj udaljenosti od signalnog centra. U svakoj zoni različita kombinacija razvojnih kontrolnih gena je pojačano izražena. Ovi geni kodiraju transkripcione faktore koji regulišu nove kombinacije aktivnosti gena u svakoj regiji. Između ostalih funkcija, ovi transkripcioni faktori kontrolišu ekspresiju gena koji daju specifična svojstva adhezivnosti i pokretljivosti ćelijama u kojima su aktivni. Zbog tih različitih morfogenetskih svojstava, ćelije svakog klicnog sloja zatim formiraju listove tako da ektoderm završava na spoljašnosti, mezoderm u sredini i endoderm u unutrašnjosti. Morfogenetska kretanja ne samo da menjaju oblik i strukturu embriona, već dovođenjem ćelijskih listova u nove prostorne odnose omogućavaju i nove faze signaliziranja i responsa između njih.

## Literatura
- Gilbert, S. F. (2013). Developmental Biology.. Sunderland, Mass.: Sinauer Associates Inc.
- Slack, J. M. W. (2013). Essential Developmental Biology.. Oxford: Wiley-Blackwell.
- Wolpert, L. and Tickle, C (2011). Principles of Development. Oxford and New York: Oxford University Press..

## Dodatna literatura
- „Essential Developmental Biology 3rd edition”.